# 이시이 쇼코
이시이 쇼코(일본어: 石井翔子, 1983년 9월 26일 ~ )는 일본의 성우, 배우이다.